# Maizières (Haute-Marne)
Maizières is een gemeente in het Franse departement Haute-Marne (regio Grand Est) en telt 165 inwoners (2005). De plaats maakt deel uit van het arrondissement Saint-Dizier.

## Geografie
De oppervlakte van Maizières bedraagt 12,1 km², de bevolkingsdichtheid is 13,6 inwoners per km².
De onderstaande kaart toont de ligging van Maizières (Haute-Marne) met de belangrijkste infrastructuur en aangrenzende gemeenten.

## Demografie
Onderstaande figuur toont het verloop van het inwonertal (bron: INSEE-tellingen).